# Prora Ost
Prora Ost – (niem. Prora Ost) – stacja kolejowa w miejscowości Prora w Niemczech w landzie Meklemburgia-Pomorze Przednie, na wyspie Rugia na linii Lietzow – Binz.
Przy stacji znajduje się parking.